# Elon Sundström
Elon Valentin Sundström, född 28 april 1932 i Umeå landsförsamling, död 24 april 2015 i Umeå, var en svensk ishockeyspelare.
Han spelade större delen av sin karriär i Skellefteå AIK (1956–1962) och avslutade den i IFK Umeå (1962–1966). Hans moderklubb var Sandviks IK. Han spelade också 2 A-landskamper.
Sundström var bror till Tage och Kjell Sundström, och far till ishockeytvillingarna Patrik Sundström och Peter Sundström.